# Mijaíl Smolin
Mijaíl Borisovich Smolin (Leningrado, Unión Soviética, 22 de febrero de 1971-Rusia, 23 de julio de 2025) fue un historiador ruso.

## Biografía
Nació en Leningrado (actual San Petersburgo) el 22 de febrero de 1971. En 1996 se graduó en la Facultad de Historia de la Universidad Estatal de San Petersburgo.
Fue director del Centro Ortodoxo de Estudios Políticos Imperiales, director ejecutivo de la Fundación del Renacimiento Imperial, así como editor jefe de las revistas Renacimiento Imperial, Región Ortodoxa del Volga, Vestnik Yugo-Zapadnoi Rusi, y editor-editor de la serie de libros Senderos de la Conciencia Imperial Rusa, Pensamiento Ortodoxo y Tradición Imperial.
En 2024, se vio envuelto en un escándalo tras declarar en un programa de entrevistas que "los uzbekos, kazajos y azerbaiyanos no existían antes de 1917". Esta declaración generó críticas en la sociedad uzbeka, y el vicepresidente del Parlamento uzbeko, Alisher Kadyrov, pidió restricciones a la transmisión de canales rusos.
Falleció el 23 de julio de 2025, a la edad de 54 años.